# Ступківська сільська рада
Сту́пківська сільська́ ра́да — адміністративно-територіальна одиниця та орган місцевого самоврядування в Тернопільському районі Тернопільської області. Адміністративний центр — село Ступки.
Згідно з рішенням Байковецької сільської ради №1074 від 22 січня 2020 року Ступківська сільська рада припинила свої повноваження у зв’язку з входженням до Байковецької територіальної громади

## Загальні відомості
Ступківська сільська рада утворена в 1992 році.
- Територія ради: 8,19 км²
- Територією ради протікають річки Качава, Гнізна

Сільській раді підпорядковані населені пункти:
- с. Ступки

## Населення
За переписом населення України 2001 року в сільській раді мешкало 659 осіб.
Станом на 19 жовтня 2023 року у селі проживає 544 особи.

### Мова
Розподіл населення за рідною мовою за даними перепису 2001 року:
| Мова       | Відсоток |
| ---------- | -------- |
| українська | 99,42 %  |
| російська  | 0,44 %   |
| польська   | 0,15 %   |

## Склад ради
Рада складалася з 12 депутатів та голови.
- Голова ради: Радецький Ігор Романович

Секретар ради: Ковалковська Наталія Володимирівна

### Керівний склад попередніх скликань
| Прізвище, ім'я, по батькові | Основні відомості | Дата обрання | Дата звільнення |
| --------------------------- | --- | ------------ | --------------- |
| Куць Петро Филимонович      | Сільський голова, 1953 року народження                                                                                    | 26.03.2006   | 31.10.2010      |
| Куць Петро Филимонович      | Сільський голова, 1953 року народження, позапартійний, від політичної партії Всеукраїнське об'єднання «Свобода»           | 31.10.2010   | 25.10.2015      |
| Радецький Ігор Романович    | Сільський голова, 1966 року народження, професійно-технічна, безпартійний, від партії Блок Петра Порошенка «Солідарність» | 25.10.2015   |                 |

Примітка: таблиця складена за даними сайту Верховної Ради України та ЦВК

### Депутати VII скликання
За результатами місцевих виборів 2015 року депутатами ради стали:

#### За суб'єктами висування
| Суб'єкт висування                                       | Кількість обраних депутатів | %     |
| ------------------------------------------------------- | --------------------------- | ----- |
| Самовисування                                           | 11                          | 91.67 |
| Політична партія Всеукраїнське об'єднання «Батьківщина» | 1                           | 8.33  |

#### За округами
| № округу | Прізвище, ім'я, по батькові        | Ким висунуто                                            | Дата нар.  | Освіта              | Партійна приналежність                                        | Відомості                                     |
| -------- | ---------------------------------- | ------------------------------------------------------- | ---------- | ------------------- | ------------------------------------------------------------- | --------------------------------------------- |
| 1        | Бачинський Олег Омелянович         | Самовисування                                           | 24.05.1972 | середня спеціальна  | член політичної партії Всеукраїнське об'єднання «Батьківщина» | ПАТ Тернопільгаз, газозварювальник            |
| 2        | П'ятківська Галина Любомирівна     | Самовисування                                           | 24.04.1974 | професійно-технічна | безпартійна                                                   | Тимчасово не працює                           |
| 3        | Волинець Тетяна Степанівна         | Самовисування                                           | 10.08.1964 | вища                | безпартійна                                                   | Тимчасово не працює                           |
| 4        | Ковалковська Наталія Володимирівна | політична партія Всеукраїнське об'єднання «Батьківщина» | 22.05.1977 | вища                | член політичної партії Всеукраїнське об'єднання «Батьківщина» | Ступківська сільська рада, землевпорядник     |
| 5        | Радецький Володимир Володимирович  | Самовисування                                           | 02.11.1981 | вища                | безпартійний                                                  | Тимчасово не працює                           |
| 6        | Бута Надія Миколаївна              | Самовисування                                           | 13.11.1956 | середня спеціальна  | безпартійна                                                   | Товариство ТІСО, головний бухгалтер           |
| 7        | Гуменний Ростислав Костянтинович   | Самовисування                                           | 30.10.1962 | середня спеціальна  | безпартійний                                                  | Тимчасово не працює                           |
| 8        | Бачинська Наталія Орестівна        | Самовисування                                           | 24.09.1978 | професійно-технічна | безпартійна                                                   | ТОВ М'ясопродукт МПК, жилувальник м'яса       |
| 9        | Романяк Наталія Орестівна          | Самовисування                                           | 03.05.1976 | вища                | безпартійна                                                   | Ангелівська ЗОШ І-ІІІ ст., вчитель            |
| 10       | Матушинець Василь Михайлович       | Самовисування                                           | 31.01.1979 | середня спеціальна  | безпартійний                                                  | ТОВ М'ясопродукт МПК, інженер з охорони праці |
| 11       | Гривняк Олена Євгенівна            | Самовисування                                           | 29.04.1978 | вища                | безпартійна                                                   | Тимчасово не працює                           |
| 12       | Чубко Оксана Петрівна              | Самовисування                                           | 03.02.1981 | вища                | безпартійна                                                   | Тимчасово не працює                           |

### Депутати VI скликання
За результатами місцевих виборів 2010 року депутатами ради стали:

#### За суб'єктами висування
| Суб'єкт висування | Кількість обраних депутатів | %   |
| ----------------- | --------------------------- | --- |
| Самовисування     | 12                          | 100 |

#### За округами
| № округу | Прізвище, ім'я, по батькові        | Дата визнання обраним | Освіта             | Партійна приналежність | Відомості про обраного депутата                         |
| -------- | ---------------------------------- | --------------------- | ------------------ | ---------------------- | ------------------------------------------------------- |
| 1        | Бик Любов Григорівна               | 31.10.2010            | вища               | позапартійна           | Тернопільська центральна районна бібліотека, методист   |
| 2        | Повх Любомира Зеновіївна           | 31.10.2010            | вища               | позапартійна           | Великобірківська загальноосвітня школа, вчитель         |
| 3        | Чуйко Людмила Володимирівна        | 31.10.2010            | середня спеціальна | позапартійна           | Ступківська амбулаторія, медсестра                      |
| 4        | Пашчин Леся Омелянівна             | 31.10.2010            | середня спеціальна | позапартійна           | Ступківська сільська рада, секретар                     |
| 5        | Савіцька Ірина Євгенівна           | 31.10.2010            | вища               | позапартійна           | Ступківська загальноосвітня школа, директор             |
| 6        | Радецький Володимир Володимирович  | 31.10.2010            | вища               | позапартійний          | тимчасово не працює                                     |
| 7        | Радецька Валентина Антонівна       | 31.10.2010            | середня спеціальна | позапартійна           | Швидка медична допомога смт. В.Бірки, фельдшер          |
| 8        | Бута Надія Миколаївна              | 31.10.2010            | середня спеціальна | позапартійна           | Тернопільський авторемзавод, бухгалтер                  |
| 9        | Ковалковська Наталія Володимирівна | 31.10.2010            | вища               | позапартійна           | тимчасово не працює                                     |
| 10       | Іванський Зіновій Ярославович      | 31.10.2010            | вища               | позапартійний          | тимчасово не працює                                     |
| 11       | Пятківська Галина Любомирівна      | 31.10.2010            | середня спеціальна | позапартійна           | тимчасово не працює                                     |
| 12       | Пятківська Марія Михайлівна        | 31.10.2010            | вища               | позапартійна           | Тернопільська облспоживспілка, завідувач магазину Книги |